# Atheme
Atheme est un ensemble de logiciels qui mettent en œuvre des services de messagerie instantanée Internet Relay Chat.
Atheme est conçu pour offrir un outil de gestion léger et complet, tout en  minimisant les possibilités d'abus de la part des IrcOps.
Contrairement à d'autres services, tels qu'Anope, Atheme est très limité, mais puissant.
Par défaut, Atheme contient :
- NickServ, service de gestion des pseudonymes,
- UserServ, service de gestion par compte (remplaçant NickServ),
- ChanServ, service de gestion des channels,
- MemoServ, service de gestion de mémos,
- OperServ, service de gestion pour les IrcOps,
- Global (fonctionne via OperServ), envoi de notices globales sur IRC
- SaslServ, gestion par SASL,
- ALiS (Advanced Listing Service), un service listant les canaux d'un réseau IRC de manière plus intelligente que la commande /list <pattern>.
- Une interface XML-RPC.

Les bases de données sont stockées soit dans un fichier texte, soit via PostgreSQL.
Atheme supporte un beau nombre de serveurs IRC tels que Asuka, Bahamut, Charybdis, InspIRCd, UnrealIRCd.